# Градара (замок)
Градара (итал. Castello di Gradara) — внушительный средневековый замок, построенный на вершине холма в коммуне Градара, в провинции Пезаро-э-Урбино, в области Марке, Италия.  Комплекс состоит из каменного замка в характерном итальянском стиле Рокка и прилегающей к нему городка, который обнесён внешними стенами, имеющими протяжённость поxти 800 метров. По этим показателям Градара является одной их крупнейших крепостей региона.
Из-за своего выгодного географического положения на перекрестком важных торговых маршрутов Градара не раз становилась объектом споров. В Средние века за контроль над крепостью боролись горожане местной синьории, верные папству, и воинственных феодалы областей Марке и Романья.
В XX веке замок стал одним из самых посещаемых памятников региона, а также местом проведения музейных, музыкальных и художественных мероприятий. С декабря 2014 года комплексом управляет филиал Министерства культуры в регионе Марке. В 2015 году Градару посетили 205 536 человек.

## История

### Ранний период
Первая крепость на этом месте построена около 1150 года. Её владельцами стали члены могущественной семьей Де Гриффо. Впоследствии род впал в немилость папства. Семью лишили инвеституры в Курте Кретари, а все владения решением папы  передали в собственность Малатесты да Веруккьо (по прозвищу Мастин Веккьо), вождя гвельфов региона Романья. Он стал прародителем и основателем влиятельного рода Малатеста, представители которого позднее оказались правителями городов Римини, Чезена и Пезаро.
Именно во времена владения замком рода Малатеста началось строительство массивных каменных стен. Основные работа проходили между XIII и XIV веками.

### XV век

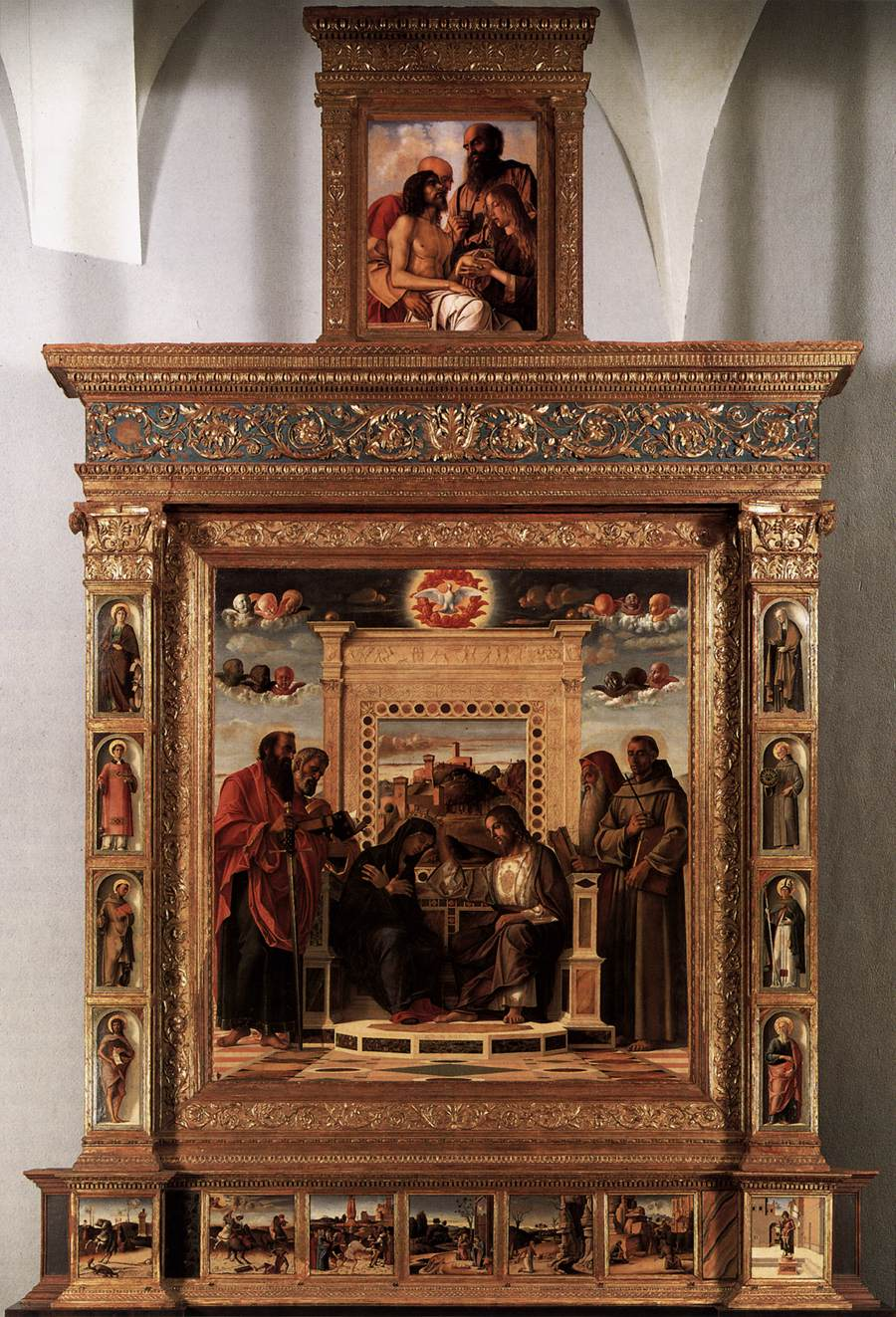
Алтарь церкви Пезаро XV–XVI века, на котором помещено изображение замка Градара

В 1445 году кондотьер Галеаццо Малатеста решил продать замок Градара знаменитому Франческо I Сфорца, представителю могущественного рода Сфорца, за 20 тысяч золотых флоринов. Но когда Франческо прибыл в крепость, чтобы завладеть ею, находившийся в Градаре Сиджизмондо Пандольфо Малатеста, влиятельный и талантливый командир, отказался впустить чужака внутрь и не вернул уже уплаченные деньги. Вслед за этим в 1446 году Франческо Сфорца в союзе со знаменитым герцогом Федерико да Монтефельтро двинулся с войсками к Градаре, чтобы взять крепость силой. Подошедшая армия имела внушительный арсенал огнестрельного оружия: пушки, бомбарды и кулеврины. Осада с регулярно повторяющимися штурмами продолжалась в течение 40 дней. Гарнизон уже с трудом сдерживал атаки, но на радость осаждённых Франческо Сфорца отдал приказ об отступлении. Сделал он это вынужденно. Причиной стали резко испортившаяся погода (начались проливные дожди) и сведения о подходе в помощь гарнизону подкреплений. Таким образом Градара осталась в руках Сиджизмондо.
Владычество над крепостью Сиджизмондо Пандольфо Малатесты закончилось в 1463 году. Сначала он оказался отлучённым от церкви папой Пием II, а затем Градару напрямую осадил герцог Федерико да Монтефельтро, заручившись одобрением церкви. Крепость, до того не раз успешно выдержавшая осады, оказалась не готова к борьбе с подошедшей армией. Гарнизон капитулировал и новым хозяином комплекса стал по инициативе папы викарий Сфорца из Пезаро (из рода Сфорца), верный служитель католической церкви.

### XVI—XVII века
Во время правления графа Джованни Сфорца замок был серьёзно перестроен. Его фортификационные сооружения были усилены, а внутренние жилые здания реконструировали, сделав более роскошными и комфортными. Замок стал одной из главных резиденций рода Сфорца в восточной Италии.
В ходе последующих событий Градара ещё несколько раз переходила из рук в руки. За контроль над столь важной крепостью боролись уже не только рода Малатеста и Сфорца, а также такие влиятельные семьи как Борджиа и Делла Ровере. При этом радикальной перестройки комплекса больше не происходило.
С 1641 года Градара перешла под прямое управление Ватикана и была включена в состав Папской области. Крепостью отныне управляли не дворянские семьи, а присланные папой уполномоченные легаты.

### XVIII—XIX века

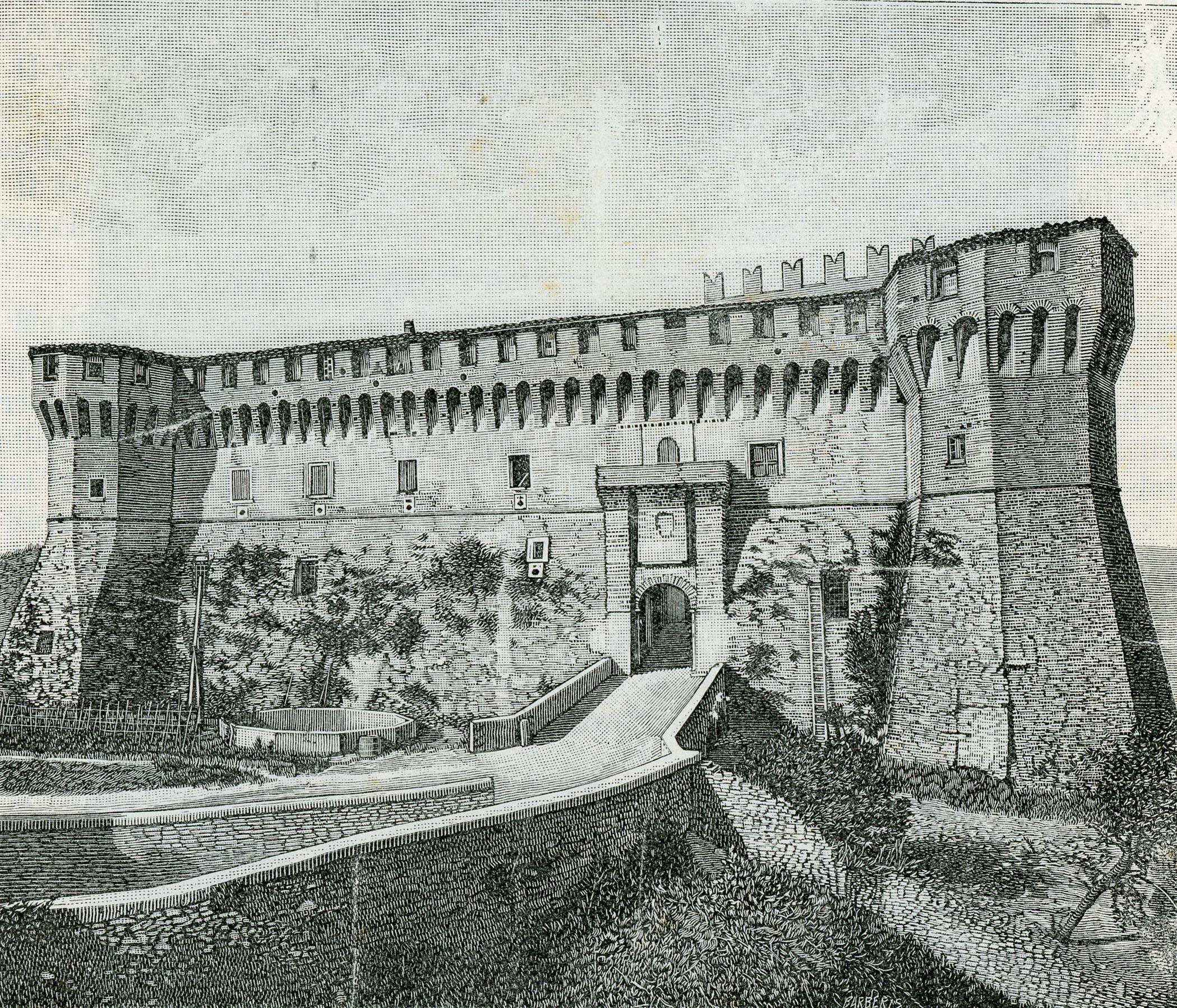
Замок на рисунке XIX века

С начала XVII века комплекс начал приходить в упадок. Внешние укрепления ветшали и разрушались, а жилые здания внутри ремонтировались всё реже и реже. Со временем крепость потеряла своё военное значение и цитадель Градары стала необитаемой. К концу XIX века основной замок был заброшен и лежал фактически в руинах.

### XX век
В 1920 году семья Занветторе на основе договора-узуфрукта выкупила цитадель Градары. Умберто Занветторе профинансировал восстановление главного замка и внешних стен прилегающего городка, (который в раннее время играл роль форбурга). Реставрация велась не совсем на научной основе, а скорее так, чтобы крепость внешне соответствовала традиционной средневековой итальянской крепости. В итоге комплекс приобрёл привлекательный вид и быстро стал популярным туристическим объектом.
В 1928 году восстановленная крепость была продана в собственность итальянского государства. Но было оговорено право Альбертой Порта Натале, вдовы Умберто Занветторе, использовать часть помещений в качестве личной резиденции (она проживала там до 1983 года.

## Описание
Крепость находится на высоком холме на высоте 142 метра над уровнем моря и доминирует над всей долиной. Донжон (главная башня) имеет высоту 30 метров. В цитадель можно было попасть только по подъёмному мосту.
Со смотровой площадки башни открываются живописные виды не только на окрестные земли, но также на Адриатическое море и гору Карпенья.

## Легенда о Паоло и Франческа

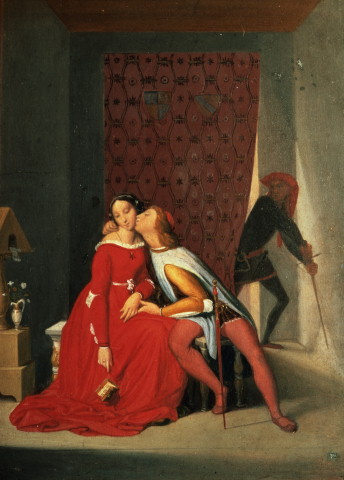
Паоло и Франческа на картине Жана Огюста Доминика Энгра, 1819 год

Согласно легенде, крепость была фоном трагической любви между Паоло и Франческой (Паоло Малатеста и Франческа да Римини), воспетой Данте Алигьери в знаменитой «Божественной комедии». Около 1275 года Гвидо I да Полента, сеньор Равенны, решил выдать дочь Франческу замуж за своего верного союзника Джованни Малатесту, сеньора Римини. Тот имел прозвище Джанчотто (уродец), потому что он был хоть и храбрым воином, но калекой, хромым и обладал отталкивающей внешностью. Во время досвадебного знакомства Джанчотто отправил во дворец Франчески вместо себя своего брата Паоло — благородного, красивого и красноречивого рыцаря. Тот, правда, уже был женат на Беатриче Орабиле ди Гьяджоло, от которой имел двоих детей. Паоло и Франческа страстно влюбились друг в друга, но Джанчотто, предупреждённый слугами, поймал возлюбленных в момент их близости и тут же убил. Основные действия драмы разворачивались в стенах Градары.

## Замок в кино
Комплекс Градара многократно служил масштабной декорацией, на фоне которой разворачивались действия художественных фильмов.
- В 1937 году замок был местом съёмок фильма «Кондотьеры[итал.]» немецкого режиссёра и актёра Луиса Тренкера. Он сам исполнил главную роль легендарного командира солдат удачи Джованни делле Банде Нере.
- В 1949 году в Градаре были сняты некоторые сцены оскароносных фильма: «Коварный лис Борджиа[итал.]» режиссёра Генри Кинга с Тайроном Пауэром в роли Андреа Орсини, Орсоном Уэллсом (Чезаре Борджиа) и Мариной Берти (Анджела Борджиа[итал.]).
- В 1950 году в крепости снималась картина «Паоло и Франческа[итал.]» режиссёра Рафаэлло Матараццо[итал.].
- В 1961 году городок крепость стали местом действия истории любви между революционером Пьетро Миссирилли и главной героиней в фильме «Ванина Ванини» Роберто Росселлини.
- В 1983 году здесь снимался фильм «То же море, тот же пляж (1983)[итал.]» режиссёра Анджело Панначчио[итал.]
- В 1985 в замке проходили съёмки мини-сериала «Вчера — отдых на море[итал.]» режиссёра Клаудио Ризи[итал.].

## Галерея

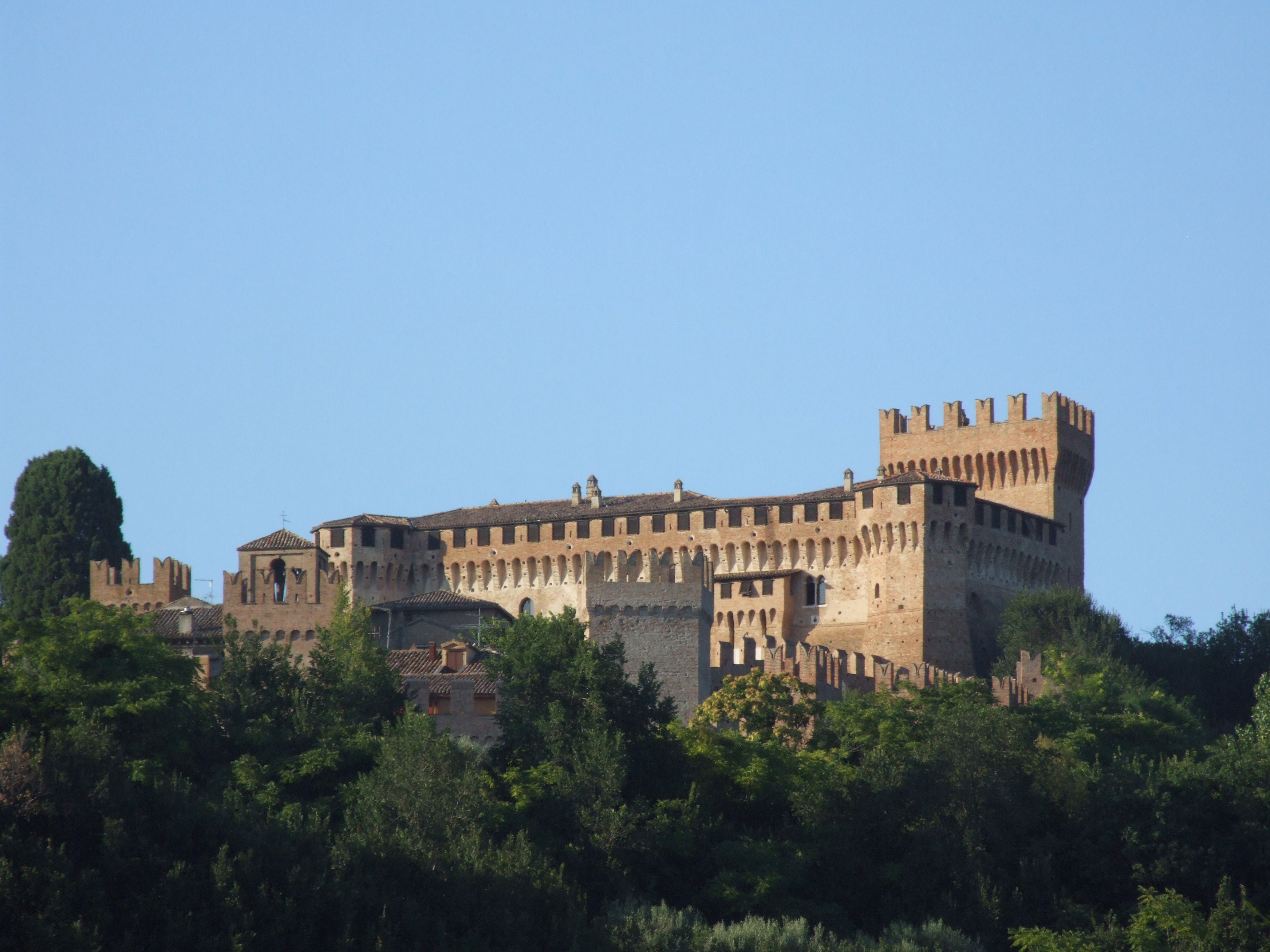
Вид цитадели со стороны городка
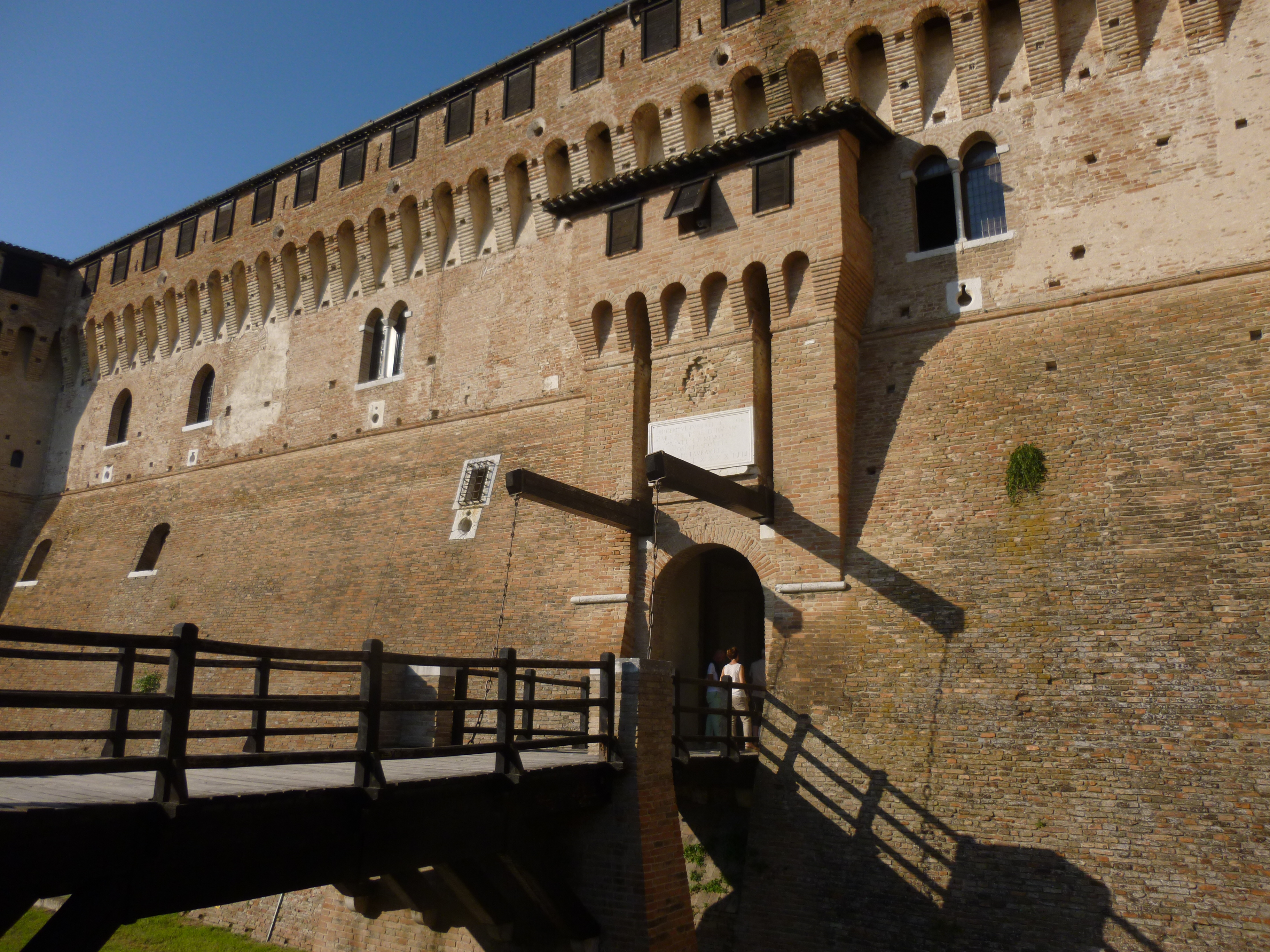
Подъёмный мост ведущий в замок
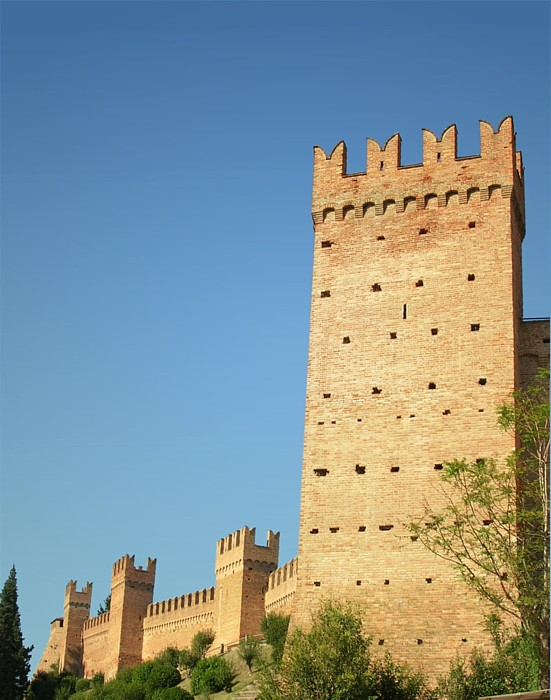
Одна из башен внешних стен
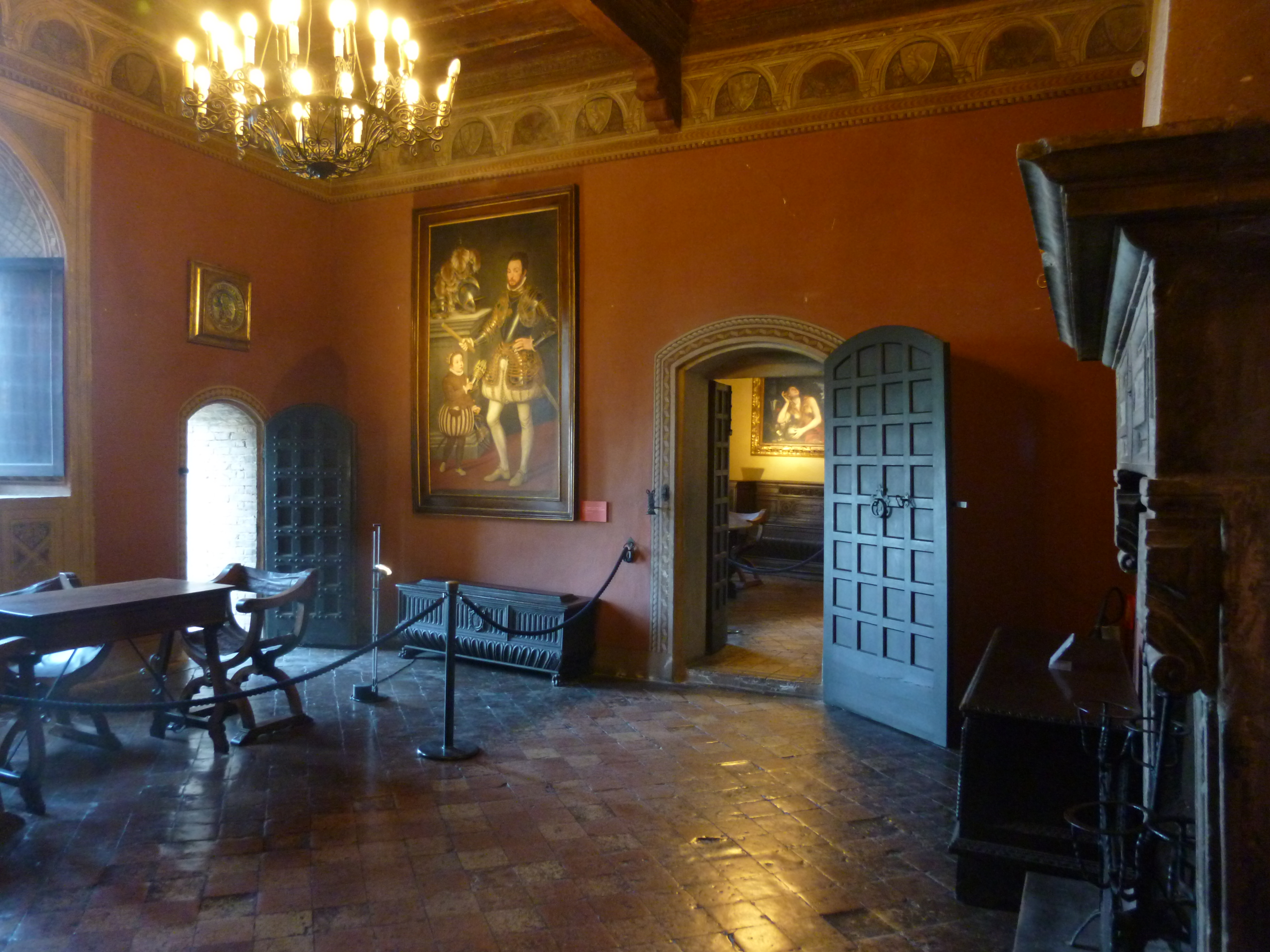
Внутренние интерьеры замка
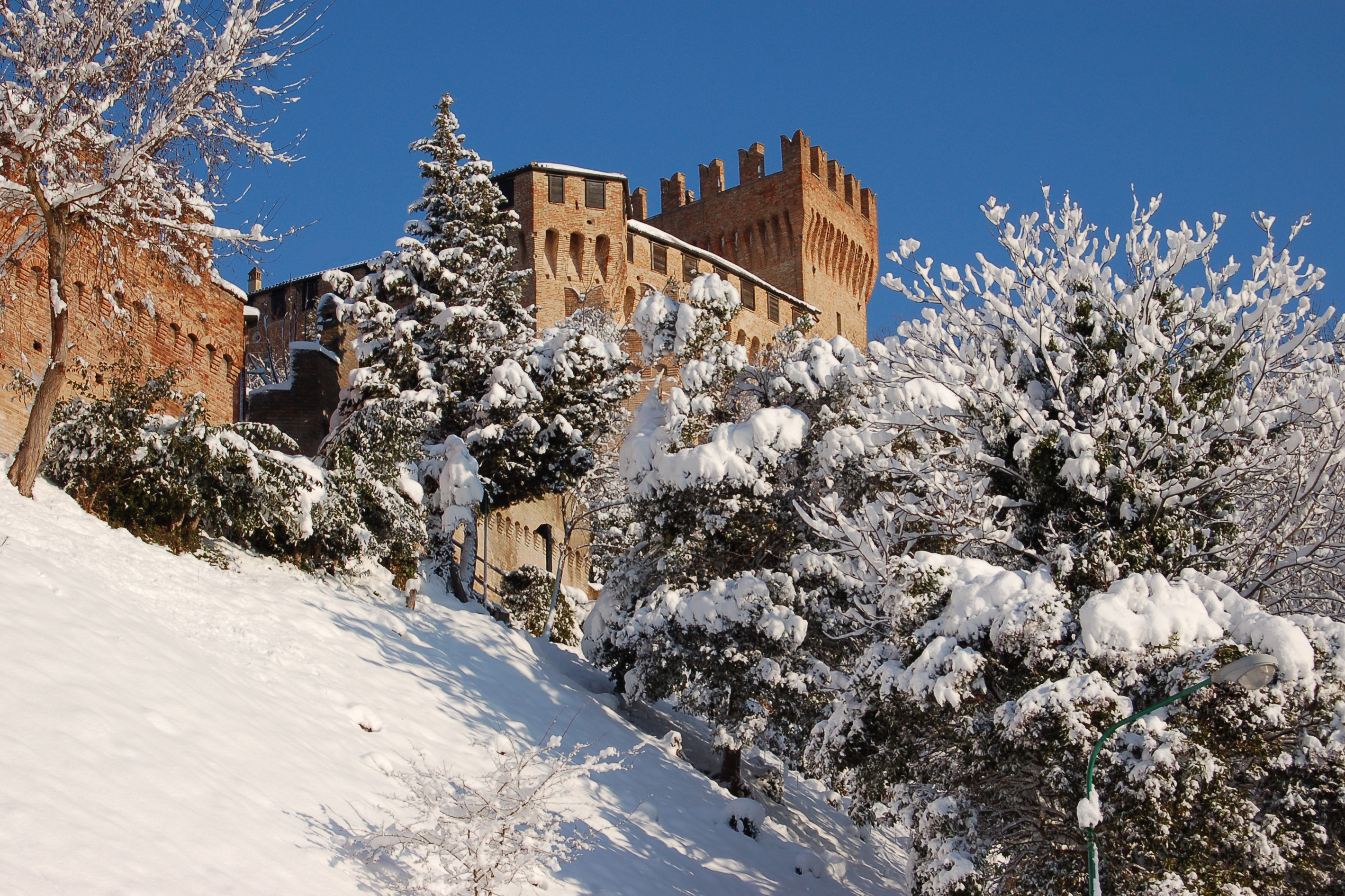
Вид замка зимой